# Hans Theodor Krause
Hans Theodor Krause (* 16. April 1824 in Northeim; † 15. Juli 1888 in Hannover) war königlich-preußischer Generalmajor und zuletzt Chef der technischen Abteilung für Artillerieangelegenheiten.

## Herkunft
Seine Eltern waren Ernst Louis Krause († 11. Dezember 1847) und dessen Ehefrau Luise Marie Chrisiani († 8. April 1842). Sein Vater war Rittmeister im hannoverischen 3. Husarenregiment Herzog von Cambridge. Sein Bruder Ernst Eduard (1827–1886) wurde preußischer Generalleutnant und 1881 nobilitiert.

## Leben
Er erhielt seine Schulbildung zunächst auf dem Progymnasium in Northeim. Anschließend kam er am 1. Juli 1840 Kadett in der hannoverischen Artilleriebrigade. Von 1840 bis 1842 war er in die Militärakademie abkommandiert. Nach seinem Abschluss wurde er am 18. Mai 1842 zum Portepeefähnrich und am 18. August 1842 zum Seconde-Lieutenant befördert. Von 1844 bis 1845 war er nochmal auf die Militärakademie abkommandiert. Anschließend wurde er von 1847 bis 1848 auf die Allgemeine Kriegsschule und auf die Universität nach Berlin geschickt, dort wurde er am 6. November 1847 zum Premier-Lieutenant befördert. Nach seiner Rückkehr wurde er vom 1. Mai bis zum 30. Juni zur Anlage von Befestigungen an die Ems kommandiert. Nach seiner Rückkehr nahm er 1848 am ersten schleswigschen Krieg teil. Am 1. Juli 1848 wurde er an die Direktion für Armeematerial versetzt, wo er bis 1866 verblieb. Außerdem war er von 1848 bis 1860 auch Lehrer der Artillerie für Artillerie-Portepeefähnrich und Kadetten in Hannover. Am 5. November 1858 wurde er zum Hauptmann befördert und zum Chef des hannoverischen Artillerie-Handwerkerkompanie ernannt. Nach dem Deutschen Krieg wurde das Königreich Hannover von Preußen annektiert und die hannoverische Armee aufgelöst.
Am 9. März 1867 kam Krause als Hauptmann mit seinem Patent in die Preußische Armee, wo er zunächst in die 7. Artilleriebrigade aggregiert wurde und dann am 9. April 1867 als Batteriechef einrangiert wurde. Am 14. Januar 1868 wurde er zum Major befördert und zeitgleich als Kommandeur in die II. Abteilung des Feld-Artillerieregiments Nr. 10 versetzt. Während des Deutsch-Französischen Krieges kämpfte er bei Vionville, Gravelotte, Noisseville, Orleans, Beaugency-Cravant und Le Mans. Ferner war er bei der Belagerung von Metz, der Beobachtung von Langres sowie den Gefechten bei Loir, Chahaianes und l’Homme. Dafür erhielt er am 16. September 1871 das Eiserne Kreuz 2. Klasse und am  8. Juni 1871 das Eiserne Kreuz 1. Klasse.
Nach dem Krieg kam er am 11. Juli 1871 als Kommandeur in die II. Abteilung des Feld-Artillerieregiments Nr. 15 versetzt. Von dort wurde er am 26. Oktober 1872 zur Führung des Feld-Artillerieregiments Nr. 4 abkommandiert. Am 22. März 1873 wurde er dort zum Oberstleutnant befördert und zum Kommandeur des Regiments ernannt. Aber schon am 9. Juni 1875 wurde er in das Kriegsministerium versetzt, wo er Chef des technischen Abteilung für Artillerieangelegenheiten wurde. Er stieg am 21. März 1876 zum Oberst auf und erhielt am 22. September 1877 den Rang als Brigadekommandeur. Am 18. Januar 1880 wurde er mit dem Kronen-Orden 2. Klasse ausgezeichnet, am 9. Oktober 1880 wurde dann mit dem Charakter als Generalmajor und Pension zur Disposition gestellt. Er starb am 15. Juli 1888 unverheiratet in Hannover.
Sein Regimentskommandeur der Oberst von Bülow schrieb 1868 in seiner Beurteilung: Ein sehr kenntnisreicher und fähiger Offizier, von ehrenhaftem Charakter und guten geselligen Formen. Er hat mit großem Fleiß und anerkennenswertem Eifer sich in die preußischen Verhältnisse hineingefunden, reitet sehr dreist und gewandt und ist im Dienst zuverlässig und pflichttreu. Während der letzten Schießübungen hat er die jetzige I. damals II. Fußabteilung kommandiert und in diesem Verhältnis mit Sicherheit und Umsicht seine Stellung ausfüllt. Er ist zur Beförderung zum Stabsoffizier vollkommen geeignet.